# Scorțoasa
Scorțoasa is een Roemeense gemeente in het district Buzău.
Scorțoasa telt 3175 inwoners.